# Новый (Мамадышский район)
Новый — поселок в Мамадышском районе Татарстана. Входит в состав Урманчеевского сельского поселения.

## География
Находится в центральной части Татарстана на расстоянии приблизительно 38 км на юго-запад по прямой от районного центра города Мамадыш у реки Берсут, несколько выше ее впадения в Каму.

## История
Основан в 1930-х годах, когда сгорела часть леса недалеко от села Берсут, где стало можно строить новые дома. Официально существует с 1952 года. Население поселка работало в лесном хозяйстве, в лесничестве и нижнем складе Камского леспромхоза.

## Население
Постоянных жителей было: в 1970 - 788, в 1979 - 690, в 1989 – 542, в 2002 году 490 (русские 29%, татары 65%), в 2010 году 473.